# Мегарска фиала
Мегарската фиала (на гръцки: Φιάλη των Μεγάρων) е древногръцка сребърна фиала, съд за възлияния, открита в гробница в Горна Македония край днешния град Кожани. Фиалата носи надпис на един ред на дорийски диалект на старогръцкия език: „Αθαναιας : ιαρα : τας Μhεγαρο̅ι“ (свещена на Атина от Мегара).
На основание на споменаването на Мегара и нейното известно светилище на Атина, обикновено се приема, че произходът на фиалата е от този южен гръцки град, и тя се датира в ранния V век пр. Хр. Сред характеристиките на употребената писмена система е архаична Β-образна буква за буквата Ε (епсилон), обичайно срещана в ранните надписи от Мегара и съседния Коринт.
Джеймс Л. О'Нийл, следвайки Хамънд и Грифит, прави предположение, че надписът също така би могъл да е написан в Македония. В такъв случай той би бил първият известен пример на местен гръцки диалект от Македония и би потвърдил хипотезата, базирана върху надпис на друг археологически обект - Пелската магическа табличка, че македонският гръцки е дорийски диалект. О'Нийл твърди, че има сведения за място в Македония, наречено също Мегара, факт, който се подкрепя от Плутарх, и че надписът не успява да предаде специфично мегарската архаична форма на епсилона. Бележките на Л. Х. Джефри за The local scripts of archaic Greece показват точно тази архаична мегарска форма.
От езиковите форми в надписа думата ἰαρά ('свещена') може да бъде безспорно идентифицирана като дорийска. Архаичната форма на името на богиня Атина Ἀθαναία(ς) е по-слабо отличителна и би могла да се употреби във всеки старогръцки диалект без йонийски, докато генитивният член τᾶς е възможен във всеки диалект без йонийски и атически. Формата на името Мегара с начално Μh показва етимологическия му произход *sm- и е откривана често в надписи от Мегара, но и от други места.